# Codefellas
Codefellas ist eine amerikanische, animierte Satireserie, geschrieben von David Rees, die 2013 produziert wurde und vom Online-Magazin Wired vertrieben wird. Codefellas thematisiert den Generationenkonflikt um den digitalen Umbruch innerhalb des Nachrichtendienstes NSA. Nachdem Wired Condé Nasts digitalem Videonetzwerk beitrat, wurden fünf originale Webserien für Wireds Videokanal angekündigt, darunter Mister Know-It-All und Codefellas. Letztere wurde schon einige Wochen vor Edward Snowdens erster Veröffentlichung gestartet und konnte so die Tragweite des Themas Überwachung bei computervermittelter Kommunikation und den Einfluss auf die moderne Informationsgesellschaft nur geahnt haben. Im Hinblick auf die Überwachungs- und Spionageaffäre 2013 war die Resonanz insbesondere in der englischsprachigen Blogosphäre, sowie der gesamten Netzkultur besonders groß.

## Handlung
Nicole Winters arbeitet für ein „special project“ – die elektronische Überwachung der Allgemeinheit – der NSA und wird dem Veteranen Henry Topple zugeteilt. Dieser ist Stümper und sorgt durch seine Ignoranz für Verzweiflung bei Winters. Über die 12 Episoden hinweg werden verschiedene Aspekte der digitalen Revolution thematisiert und die Inkompetenz von Teilen der Gesellschaft und Behörden dargestellt.

## Figuren
Special Agent Henry Toppleist ein Agent der vergangenen Generation, grauhaarig und ohne Bezug zur digitalen Welt. Die klassischen Methoden der nachrichtendienstlichen Erkenntnisgewinnung beherrscht er hingegen sehr gut – er hält diese für weit überlegen. Er vergisst dafür das einfache Passwort seines E-Mail-Postfachs beim ohnehin antiquierten Dienst GeoCities, „Password123“, und erkennt in einer Mail den Begriff „e-vite“ (von engl. invite „Einladung“) nicht als moderne Verstümmelung des ursprünglichen Wortes. Stattdessen hält er Äußerungen zu Details der Party, um die es in der Einladung geht, für eine direkte Drohung. Er stellt sich in Episode 1 als Mentor Nicole Winters vor, es stellt sich jedoch heraus, dass diese ihm in weiten Teilen dienstlicher Angelegenheiten überlegen ist, so wird von ihr auf Grund seines Verhaltens mehrfach ein Aktenvermerk über ihn angelegt. Topple zeigt Anzeichen von Paranoia, lässt bisweilen aber auch skurrilen Humor zu Tage treten: Auf Nicoles Bestätigung, dass ihre neuen Kollegen nett seien, verlangt er deren Namen, um sich um diese „persönlich zu kümmern“ (original: “I will deal with them personally.”)
Nicole WintersDie junge Hackerin, akkurat in ihrem Handeln und Auftreten ist noch unerfahren in Branche und Umfeld. Sie schlägt sich in Agent Topple in bizarren Dialogen um Trivialäten herum. Sie ist in der Lage sich binnen einer Minute Zugang zu einer Website zu verschaffen. In Episode 4 wird bekannt, dass sie Supervisor Topples ist.

## Weiterführende Informationen
Weblinks
- Codefellas bei IMDb
- Offizielle Seite

Belege
1. ↑  Erik Hayden: Conde Nast Entertainment Launches 'Wired' Video Channel – The Hollywood Reporter. The Hollywood Reporter, 15. Mai 2013, abgerufen am 11. August 2013.
2. ↑  Conde Nast Entertainment launches ‘Wired’ Video Channel. hollywoodreporter.com; abgerufen am 28. Juli 2013.
3. ↑  Cory Doctorow: Wired/John Hodgman animated series about NSA spooks – Boing Boing. Boing Boing, 21. Juni 2013, abgerufen am 23. Juni 2013.
4. ↑  Charlie Anders: The NSA Spying Scandal, as Explained by Pixar. io9, 12. Juli 2013, abgerufen am 25. Juli 2013.
5. ↑  Edward Lynch: Codefellas, Hilarious Animated Series About the NSA Starring John Hodgman. Laughing Squid, 25. Juni 2013, abgerufen am 26. Juni 2013.
6. ↑  Eike Kühl: Webserie “Codefellas” nimmt Überwachung auf die Schippe. Zeit Online, Netzfilmblog, 27. Juni 2013, abgerufen am 27. Juni 2013.